# Hacienda Sacra Familia
La Hacienda Sacra Familia es un inmueble que se encuentra en la calla de Enmedio, en el municipio español de Castilleja de la Cuesta, provincia de Sevilla.

## Origen
El origen de la hacienda se sitúa en la capilla de la Sacra Familia fechada en el siglo XVIII, y es la primera edificación del inmueble; posteriormente, y en torno a ésta, se construyó la casa y molino. El inmueble, en sus comienzos perteneció al marquesado de la Reunión de Nueva España. Se trata de una antigua hacienda olivarera del Aljarafe sevillano, cuya importancia radica en ser una de las pocas construcciones de este tipo ubicada en el centro del casco urbano. Emplazada junto a la antigua capilla, la hacienda, se constituyó con vivienda para los propietarios y operarios, así como molino de aceituna.

## Descripción
La hacienda se encuentra emplazada en el casco urbano de Castilleja de la Cuesta, en la calle de Enmedio, próxima a la plaza de Santiago Apóstol, que es el centro comercial, religioso y administrativo de la villa. La vivienda presenta planta rectangular, y se estructura mediante un alzado de dos pisos, dando su fachada principal a la calle de Enmedio y otra interior al jardín. Adosada al lateral derecho de la fachada se encuentra la entrada principal. Consta ésta de una puerta adintelada de dos hojas que da acceso al apeadero o patio rectangular, elemento distribuidor de todo el recinto. En su lado derecho se ubica la antigua capilla de la Sacra Familia, mientras que la vivienda se localiza en el costado izquierdo. Frente a la entrada principal se encuentra el acceso al molino y a los almacenes.
La distribución interior de la vivienda se organiza en torno a un patio central cubierto con una cubierta de cristal emplomado. Dicho patio se encuentra rodeado por doble galería superpuesta: la inferior muestra una arquería de medio punto sobre pilares de sección rectangular, y la superior, balcones rectangulares con antepecho de hierro. En el centro del patio se ubica una fuente octogonal recubierta de cerámica.
La fachada principal de la casa presenta un paramento encalado, y zócalo pintado de color ocre. Se estructura en planta baja, mediante seis ventanas rectangulares, a eje con los balcones del piso superior; todos los vanos tienen rejería de hierro forjado. Por otra parte, la fachada interior que da al jardín posee un vano de acceso de medio punto, cerrado mediante cancela de hierro, y dos ventanas a cada lado, a eje con los cuatro balcones y la ventana del piso superior.
El molino muestra una cubierta de acceso formada por pilares cuadrangulares, entre los cuales aparecen cuatro arcos frontales y dos laterales, de perfil semicircular y enmarcados con alfiz. Su interior presenta una gran nave, con pilares y cubierta a dos aguas. En su frente norte se encuentra un torreón de dos cuerpos, con cornisa volada y remates cerámicos.
El jardín se halla a un nivel superior que el resto de la vivienda, y consta de una glorieta con fuente ovalada en su centro y una torre-mirador de planta cuadrada.
Al tiempo de su protección patrimonial en 1995, el inmueble se encontraba habilitado como centro docente y de esparcimiento, factor que ejercía un vínculo más entrañable entre el monumento y la población. La hacienda fue rehabilitada por el ayuntamiento y se ubicaba la Casa de la Cultura con biblioteca y un pabellón contiguo al antiguo molino como sede administrativa.

## Estatus patrimonial
La hacienda Sacra Familia, es un inmueble catalogado inicialmente como genérico, pero inscrito como bien de catalogación general en el Catálogo General del Patrimonio Histórico Andaluz por Resolución de 12 de diciembre de 1996, de la Dirección General de Bienes Culturales de la Consejería de Cultura de la Junta de Andalucía y goza del nivel de protección establecido para dichos bienes en la Ley 14/2007, de 26 de noviembre, del Patrimonio Histórico de Andalucía, singularmente en los artículos 33, 34, 43, 59 y 109.